# Wereldkampioenschappen trampolinespringen 1966
De wereldkampioenschappen trampolinespringen 1966 waren door de Fédération Internationale de Trampoline (FIT) georganiseerde kampioenschappen voor trampolinespringers. De derde editie van de wereldkampioenschappen vond plaats in Blackham Coliseum in het Amerikaanse Lafayette van 29 tot 30 april 1966. Tijdens deze editie vond voor het eerst een volwaardige kampioenschap plaats van het synchroon trampolinespringen, alsook de tweede editie van het WK tumbling. 

## Resultaten

### Trampolinespringen
| Individueel | Individueel               | Individueel | Individueel                    | Individueel | Individueel                      | Individueel | Individueel              | Individueel | Individueel                | Individueel |
|             | Goud                      | Goud        | Zilver                         | Zilver      | Brons                            | Brons       | 4                        | 4           | 5                          | 5           |
| ----------- | ------------------------- | ----------- | ------------------------------ | ----------- | -------------------------------- | ----------- | ------------------------ | ----------- | -------------------------- | ----------- |
| Heren       | Wayne Miller              | (46.70)     | Spencer Wiggins                | (43.80)     | Michael Budenburg                | (43.70)     | Ian McNaughton           | (43.55)     | David Jacobs               | (42.70)     |
| Dames       | Judy Wills                | (43.15)     | Nancy Smith                    | (42.10)     | Sue Warns                        | (39.65)     | Lynda Ball               | (39.55)     | Helga Flohl                | (38.90)     |
| Synchroon   |                           |             |                                |             |                                  |             |                          |             |                            |             |
|             | Goud                      | Goud        | Zilver                         | Zilver      | Brons                            | Brons       | 4                        | 4           | 5                          | 5           |
| Heren       | Wayne Miller David Jacobs | (8.55)      | Ian McNaughton Spencer Wiggins | (8.40)      | Michael Budenburg Dieter Schultz | (7.85)      | Rick Kinsman Wayne King  | (7.85)      | Clive Brigden David Curtis | (7.75)      |
| Dames       | Judy Wills Nancy Smith    | (8.85)      | Helga Flohl Maria Jarosch      | (8.45)      | Sue Warns Chariott Parietz       | (7.60)      | Lynda Ball Wendy Coulton | (7.35)      | (7.35)                     | (7.35)      |

### Tumbling
| Discipline | Goud                 | Zilver                 | Brons                     | 4                   | 5                    |
| ---------- | -------------------- | ---------------------- | ------------------------- | ------------------- | -------------------- |
| Heren      | Frank Fortier (8.55) | David Jacobs (8.40)    | Richards Wadsworth (7.85) | Bill Bottrof (7.85) | Rick Kinsman (7.75)  |
| Dames      | Judy Wills (8.85)    | Donna Schaenzer (8.45) | Susan McDowell (7.60)     | Paula Crist (7.35)  | Irene Hawroth (6.40) |

1964 ·
1965 ·
1966 ·
1967 ·
1968 ·
1971 ·
1973 ·
1974 ·
1978 ·
1978 ·
1980 ·
1982 ·
1984 ·
1986 ·
1988 ·
1990 ·
1992 ·
1994 ·
1996 ·
1998 ·
1999 ·
2001 ·
2003 ·
2005 ·
2007 ·
2009 ·
2010 ·
2011 ·
2013 ·
2014 ·
2015 ·
2017 ·
2018 ·
2019